# Rákosník slavíkový
Rákosník slavíkový (Acrocephalus luscinius) je vyhynulý druh ptáka z čeledi rákosníkovití (Acrocephalidae) a rodu Acrocephalus. Žil na Guamu.

## Systematika a evoluce
Ptáka oficiálně popsali Jean René Constant Quoy a Joseph Paul Gaimard v roce 1832, přičemž pro něj použili odborné jméno Thryothorus luscinius. Současná systematika považuje rákosníka slavíkového za součást čeledi rákosníkovití (Acrocephalidae) a poměrně početného rodu Acrocephalus; odborné jméno je tedy Acrocephalus luscinius.
Až do roku 2011 byli rákosníci žijící na Marianách klasifikováni jako jediný druh Acrocephalus luscinius. Na základě studie založené na analýzách mitochondriálního genomu nicméně vyšlo najevo, že evoluční historie pacifických rákosníků je podstatně složitější, což nabourává i tradiční pohled na jednotlivé druhy. Výsledky potvrzují mj. několikeré nezávislé kolonizace některých tichomořských souostroví namísto jednorázového osídlení; alespoň v jednom případě byla objevena i raritní zpětná kolonizace ve směru ostrov > pevnina. V případě rákosníků ze souostroví Mariany se původní systém jednoho druhu ukázel být nepřirozený, výsledky podporují rozdělení na několik samostatných druhů: Acrocephalus luscinius z Guamu (jenž je zároveň typovou lokalitou), Acrocephalus hiwae z ostrova Saipan, Acrocephalus yamashinae z ostrova Pagan a zřejmě i Acrocephalus nijoi z ostrova Aguigan. Rákosníci z Guamu, Aguiganu a Paganu jsou považováni za vyhubené, rákosník A. hiwae je kriticky ohrožen a jeho budoucnost zůstává nejistá.

## Popis
Rákosník slavíkový měřil asi 18 cm, přičemž samice dosahovaly o něco menší velikosti než samci. Svrchní partie se pohybovaly v odstínech špinavé olivově žluté, s výraznějšími olivovými odstíny na hřbetě, kostřeci a ocasu; spodní partie pak byly fádně žluté. Nedospělí jedinci se odstíny svého opeření o něco lišili ve srovnání s dospělci. Končetiny měly barvu světle šedou, duhovka byla tmavě hnědá.

## Biologie
Rákosník slavíkový byl endemitem ostrova Guam, přičemž žil výhradně ve zdejších sladkovodních mokřadech a přilehlé vegetaci na okrajích mokřadů. Šlo o skrytě žijícího ptáka, jehož člověk spíše zaslechl, než zahlédl. Rákosníci se ozývali výraznými zvuky „čuk“ a „čak“, samci se však z viditelných hřadů mohli někdy prezentovat dlouhou, hlasitou a složitou písní. Za vyhynutím rákosníka slavíkového stála ztráta přirozeného prostředí v důsledku požárů či odvodňování mokřadů, ale především predace ze strany nepůvodních predátorů. Zvláště drastický dopad na guamskou avifaunu mělo zavlečení bojg hnědých (Boiga irregularis), invazních užovkovitých hadů, kteří prakticky zamořili ostrov a stáli za vyhynutím místních původních ptáků (vyjma rákosníka slavíkového to byl například i muchálek guamský [Myiagra freycineti]). Poslední rákosníci přežívali ve 2. polovině 60. let 20. století v bažině Agana, i zdejší poměrně početná populace však rychle zanikla, prakticky v průběhu jednoho roku až dvou let. Poslední pozorování rákosníka pochází z roku 1969, Mezinárodní svaz ochrany přírody jej hodnotí jako vyhynulý druh.